# Wayne Muloin
Wayne Muloin (Kanada, Ontario, Dryden, 1941. december 24. –) volt profi jégkorongozó.

## Karrier
Komolyabb junior karrierjét az Edmonton Oil Kingsben kezdte 1959-ben. 1962-ig játszott ebben a csapatban. Ebben az időszakban egymás után háromszor jutottak be a Memorial-kupa döntőben, de nem tudták megnyeri azt. 1961–1962-ben négy mérkőzésre a WHL-es Edmonton Flyersbe került. A következő szezont már szinte végig játszotta ebben a csapatban. 1963–1964-ben a Detroit Red Wingshez került három mérkőzés erejéig majd a hátralévő teljes szezont a CPHL-es Cincinnati Wings játszotta le. A következő szezont is ebben a ligában töltötte de már a St. Paul Rangers csapatában. 1965–1966-ban a WHL-es Vancouver Canucksba került 15 mérkőzésre. A következő négy évet az AHL-es Providence Redsben játszotta. 1969-ben és 1970-ben az NHL-ben játszott az Oakland Seals és a California Seals csapatában valamint átkerült a Minnesota North Starsba is. 1971–1972-ben az AHL-es Cleveland Baronsban játszott. 1972 és 1976 között a WHA-s Cleveland Crusadersben játszott. Az 1975–1976-os szezonban három csapatban is megfordult: Cleveland Crusaders, Syracuse Blazers, Edmonton Oilers. Végül 1977-ben vonult vissza a Rhode Island Redsből.

## Díjai
- CAHL Második All-Star Csapat: 1962